# Azamat Ałmabiekow
Azamat Kurmangalijewcz Ałmabiekow (ur. 11 sierpnia 1978) – kirgiski zapaśnik walczący w stylu klasycznym. Zajął 23. miejsce na mistrzostwach świata w 1999. Siódmy na mistrzostwach Azji w 1999. Srebrny medalista na igrzyskach centralnej Azji w 1999 roku.